# شامولي
شامولي رمزها «CL» (بالإنجليزية: Chamoli)‏ ، هو تقسيم إداري لدولة الهند تتبع ولاية أوتاراخند (بالإنجليزية: Uttarakhand)‏ ، مركزها هو مدينة جوباشور (بالإنجليزية: Gopeshwar)‏ عدد سكانها حسب تعداد سنة 2001 هو 369,198 ، مساحتها 7,692 كم² وكثافة السكان 48 لكل كم² .